# Kaufhaus Michel

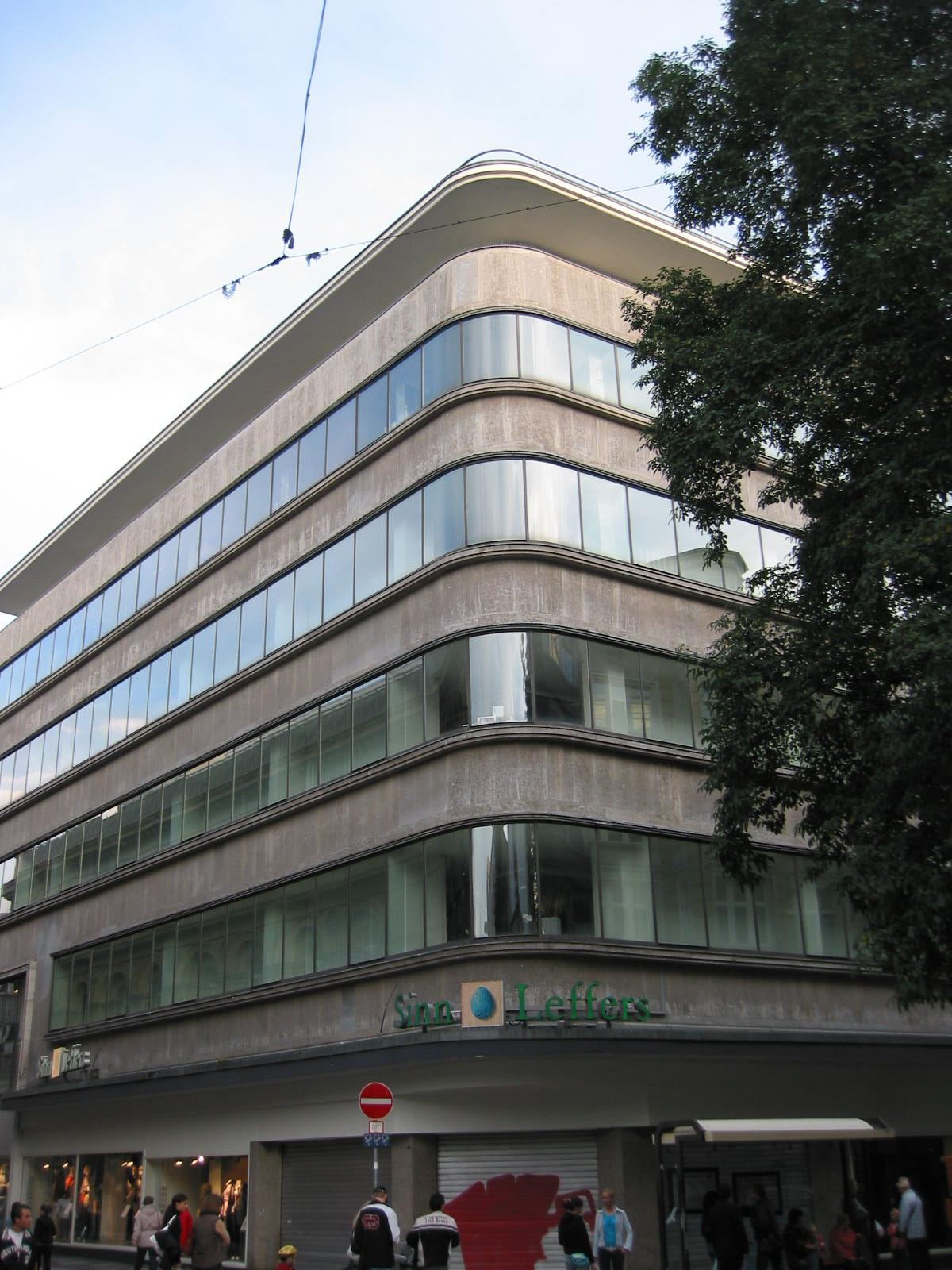
Das ehemalige Kaufhaus Michel

Das ehemalige Kaufhaus Michel, auch als Haus Fahrenkamp bezeichnet, ist ein 1929–1930 errichteter, unter Denkmalschutz stehender Kaufhausbau in Wuppertal-Elberfeld, dreiseitig freistehend an den Straßen Turmhof, Wall 15–21 und Kirchstraße gelegen.

## Baubeschreibung
Das achtgeschossige Kaufhaus geht auf ein 1914 für den gleichen Bauherrn errichtetes Geschäftshaus auf dem Eckgrundstück Kirchstraße / Wall zurück. Anfang 1929 erteilte die Firma Michel & Co. Nachf. AG den Düsseldorfer Architekten Emil Fahrenkamp und Georg Schäfer den Auftrag, dieses Gebäude durchgreifend umzubauen und auf dem anschließenden Eckgrundstück zum Turmhof zu erweitern. Baubeginn war im Frühjahr 1929, die Fertigstellung erfolgte im Juni 1930. Während der als Kaufhaus-Spezialist geltende Georg Schäfer das funktionelle und konstruktive Konzept entwarf, war der ungleich bekanntere Emil Fahrenkamp für die architektonische Ausgestaltung zuständig – insbesondere die der neuen Fassade, die Umbau und Erweiterung zu einem einheitlichen Gebäude zusammenfasste. Lediglich an dem leichten Knick in der Fassade am Wall deutet sich noch an, dass das Gebäude aus zwei Teilen besteht.
Als prägnante Besonderheit gilt bei diesem Stahlbetonbau die horizontale, schichtweise Gliederung der Fassade in Fenster- und Brüstungsbänder, die ohne Unterbrechung alle drei Seiten und die abgerundeten Gebäudeecken umlaufen. Die Brüstungsbänder sind mit Platten aus Travertin verkleidet und weisen stark profilierte Gesimse auf, die zur plastischen Wirkung der Fassade beitragen. Die beiden obersten Geschosse des Bauwerks sind zurückgestaffelt und deshalb aus der Fußgängerperspektive nicht zu sehen. Auch in der nicht erhaltenen Inneneinrichtung spiegelte sich der damals moderne Architekturstil wider (vgl. Neues Bauen, Klassische Moderne, Bauhaus). Der Bau galt seinerzeit als „das modernste Kaufhaus Westdeutschlands“.

## Geschichte

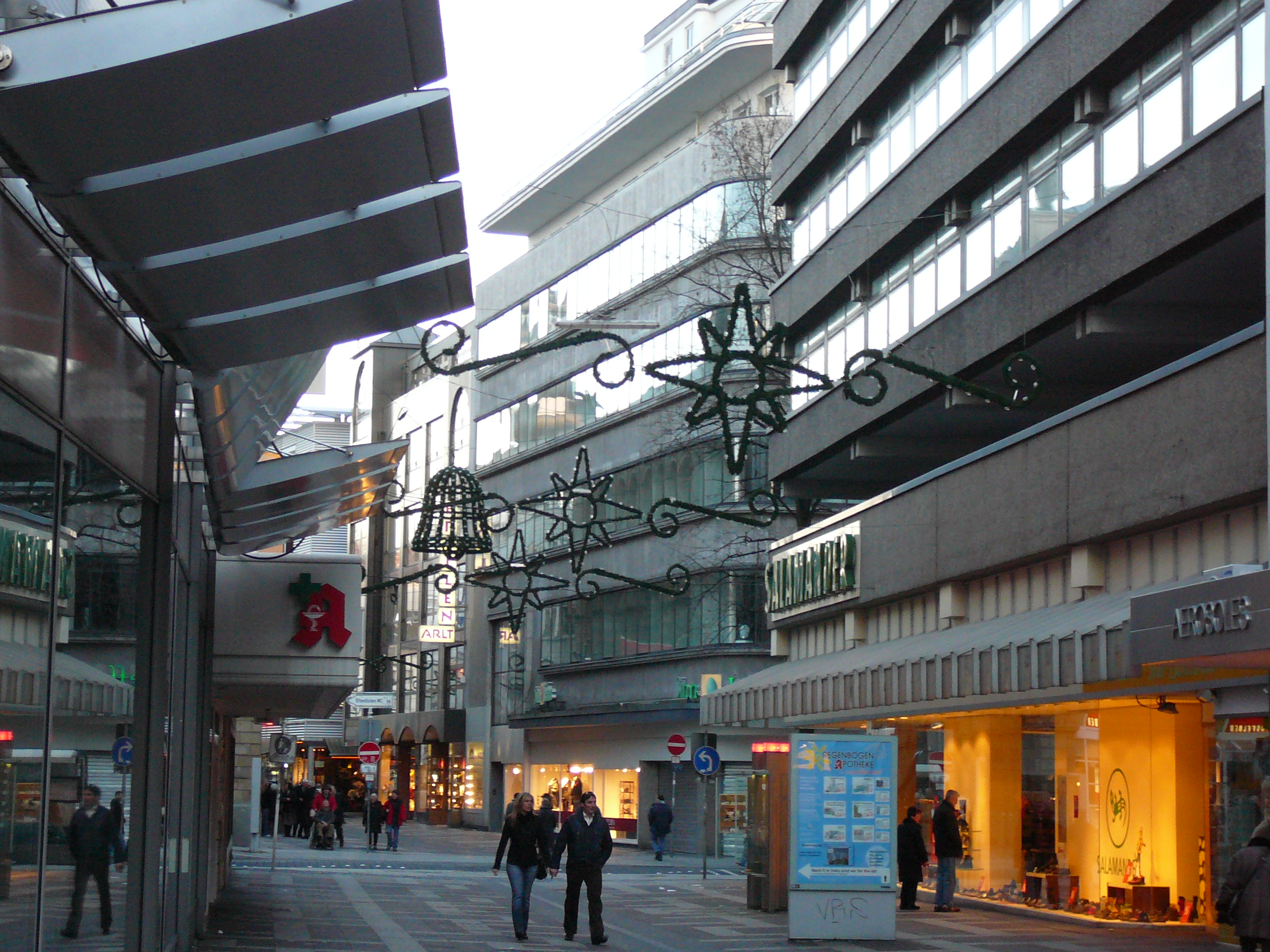
Die nördliche Front von der Herzogstraße aus gesehen

Die Nutzung des Gebäudes als Kaufhaus des Unternehmens Michel endete zunächst 1931. Ab 1952 beherbergte der Bau das Kaufhaus Hertie, das später in einen (2007 abgerissenen) Neubau am Neumarkt umzog. Auf der Dachterrasse des Kaufhauses Michel befand sich bis in die 1970er Jahre ein Café, das vor allem in den Anfangsjahren als Tanzcafé sehr beliebt war.
Anfang der 1970er Jahre wurde die gesamte Fassade mit Paneelen aus Aluminium verkleidet, zu dieser Zeit nutzte das Möbelhaus „Westmöbel“ das Gebäude. Nachdem das Bauwerk am 11. April 1994 in die Baudenkmalliste der Stadt Wuppertal eingetragen worden war, vergingen noch mehrere Jahre, ehe 1999 diese entstellende Verkleidung abgenommen und die Fassade unter Erhaltung der Stahlfenster restauriert wurde. Das Bekleidungshaus SinnLeffers eröffnete am 13. September 1999 im Gebäude eine Filiale, sie wurde am 28. Februar 2009 geschlossen.
Das Textil-Fachgeschäft Hirschfeld nutzt als neuer Mieter einen Teil der Immobilie, während der Eigentümer, die in Hanau ansässige Albin und Aenne Witter-Stiftung, in Brandschutz, Haustechnik, Fassade und Innenausbau investiert. In der unteren Etage soll mittelfristig wieder Platz für neuen Einzelhandel entstehen, die oberen Etagen sind für Büros und Arztpraxen vorgesehen. Durch die umfangreichen Sanierungsarbeiten wird das Gebäude energetisch auf den neuesten Stand gebracht und dabei wird ein Teil der Fassadenelemente ausgetauscht. Dadurch wird das Gebäude den rechtlichen Schutz als Baudenkmal verlieren, die Stadt Wuppertal hat mit der Eigentümerin einen Vertrag abgeschlossen – der das originale Erscheinungsbild des Baues dauerhaft sichern soll. Zudem soll der Bau nun unter dem Namen „Haus Fahrenkamp“ vermarktet werden.